# An Caisteal
An Caisteal är ett berg i Storbritannien.   Det ligger i kommunen Stirling och riksdelen Skottland, i den nordvästra delen av landet, 600 km nordväst om huvudstaden London. Toppen på An Caisteal är 995 meter över havet, eller 471 meter över den omgivande terrängen. Bredden vid basen är 6,7 km.
Terrängen runt An Caisteal är huvudsakligen kuperad.Runt An Caisteal är det glesbefolkat, med 9 invånare per kvadratkilometer. Närmaste större samhälle är Tarbet, 16,4 km söder om An Caisteal. Trakten runt An Caisteal består i huvudsak av gräsmarker.